# ستيفن دوبي
ستيفن دوبي (بالإنجليزية: Stephen Dobbie)‏ (5 ديسمبر 1982 بغلاسكو في المملكة المتحدة - ) هو لاعب كرة قدم بريطاني في مركز الهجوم. لعب مع برايتون أند هوف ألبيون وبولتون واندررز وسانت جونستون وسوانزي سيتي وكريستال بالاس وكوين أوف ساوث ونادي بلاكبول ونادي رينجرز ونادي هيبرنيان ونادي دمبرتون وNorth West Sydney Spirit FC ‏ وفليتوود تاون.

## وصلات خارجية
- ستيفن دوبي على موقع قاعدة بيانات كرة القدم.إي يو (الإنجليزية)
- ستيفن دوبي على موقع Soccerbase.com (لاعب) (الإنجليزية)
- ستيفن دوبي على موقع Soccerway.com (الإنجليزية)
- ستيفن دوبي على موقع عالم كرة القدم.نت (الإنجليزية)
- ستيفن دوبي على موقع AS.com (الإسبانية)